# Polynesia curtitibia
Polynesia curtitibia är en fjärilsart som beskrevs av Louis Beethoven Prout 1922. Polynesia curtitibia ingår i släktet Polynesia och familjen mätare. Inga underarter finns listade i Catalogue of Life.